# 24-Stunden-Rennen von Spa-Francorchamps 1965

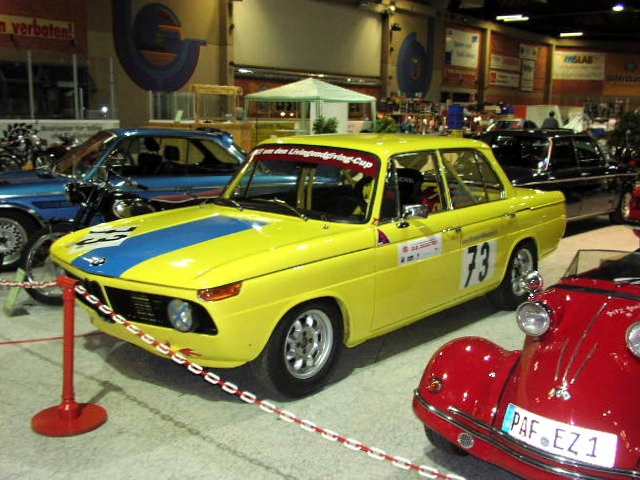
Siegerwagenmodell BMW 1800 TISA

Das 17. 24-Stunden-Rennen von Spa-Francorchamps, auch 24 h Spa-Francorchamps, fand vom 24. bis 25. Juli 1965 auf dem Circuit de Spa-Francorchamps statt.

## Das Rennen
1965 war die 1963 gegründete Tourenwagen-Europameisterschaft in ihrem dritten Jahr, und obwohl das 24-Stunden-Rennen nicht zu dieser Rennserie zählte, erhofften sich die Veranstalter ein ihr entsprechendes Starterfeld. Das letzte Rennen vor Spa, bei dem alle Tourenwagenklassen startberechtigt waren, war der Große Preis der Tourenwagen auf der Nordschleife des Nürburgrings. Dort gelang den vom Alan Mann Racing Team eingesetzten Werks-Ford ein Doppelsieg. Die Sieger John Whitmore und Jack Sears im Ford Lotus Cortina fuhren dabei fast zeitgleich mit den zweitplatzierten Roy Pierpoint und Jochen Neerpasch im Ford Mustang über die Ziellinie. Der viele Rennrunden führende Mercedes-Benz 300 SE von Manfred Schiek und Eugen Böhringer fiel mit einem Getriebeschaden aus. Daimler-Benz verzichtete daraufhin auf die geplante Teilnahme in Spa-Francorchamps und löste dadurch eine negative Kettenreaktion aus.
Auf den Rückzug von Mercedes reagierte Alan Mann mit den Worten: „No Mustangs, no Lotus Cortinas“. Bei Lancia erklärte die Teamleitung, die Rennwagen seien nicht einsatzbereit, und Alfa Romeo verzichtete ebenfalls auf eine Werksbeteiligung, wodurch nur BMW mit vier 1800 TISA als Werksteam übrig blieb und Lucien Bianchi plötzlich keinen Einsatzwagen hatte.
Wie zu erwarten dominierten die Werks-BMW das Rennen von Beginn an, ehe sich Probleme mit überhitzten Motoren und brüchigen Dichtungen einstellten. Hart traf es die deutlich führenden Willy Mairesse und Hubert Hahne. Deren Wagen wurde disqualifiziert, nachdem er nach einem Boxenstopp wegen eines defekten Starters von den Mechanikern angeschoben worden war. Dennoch gab es einen BMW-Gesamtsieg, den Pascal Ickx (der ältere Bruder von Jacky Ickx) und Gérard Langlois van Ophem einfuhren.

## Ergebnisse

### Schlussklassement
| 1               | T 2.5 | 4  | BMW AG                 | Pascal Ickx Gérard Langlois van Ophem   | BMW 1800 TISA              | 271 |
| 2               | T 1.6 | 23 | Equipe Nationale Belge | Jean-Marie Lagae Eric de Keyn           | Alfa Romeo Giulia TI Super | 269 |
| 3               | T 2.5 | 17 | Jacques Patte          | Jacques Patte Caddy                     | Volvo PV544                | 256 |
| 4               | T 1.3 | 45 |                        | Christian Haas P. H. Schyns Cl. Gilmont | Austin Mini Cooper S       | 251 |
| 5               | T 1.3 | 41 | Dieter Lambart         | Dieter Lambart Theo Klinck              | Glas 1204 TS               | 251 |
| 6               | T 1.3 | 44 | Georges Lambrechts     | Georges Lambrechts Charles Mombaerts    | Glas 1204 TS               | 247 |
| 7               | T 1.0 | 85 | Team Broadspeed        | John Terry Andrew Hedges                | Austin Mini Cooper S970    | 245 |
| 8               | T 1.0 | 84 | Écurie Barracuda       | Cl. Gilmont Jo Demeyere Carl Smet       | Austin Mini Cooper S970    | 240 |
| 9               | T 1.0 | 82 | Lionel Wallman         | Lionel Wallman E. Brel                  | Austin Mini Cooper S970    | 239 |
| 10              | T 2.5 | 9  |                        | J.-P. Blais Philippe de Barsy           | BMW 1800 TISA              | 239 |
| 11              | T 1.3 | 50 | Pierre Chausse         | Pierre Chausse Claude Collignon         | Glas 1204 TS               | 231 |
| 12              | T 1.3 | 62 |                        | Jacques Dernelle Daniel Dezy            | Austin Mini Cooper S       | 228 |
| 13              | T 1.3 | 55 | Écurie du Var          | F. Riquier Dominique Ottavi             | Renault 8 Gordini          | 227 |
| 14              | T 1.0 | 91 |                        | Cadet R. Jeanne                         | Morris Mini Cooper S970    | 227 |
| 15              | T 1.0 | 81 | Serge Trosch           | Serge Trosch John Aley                  | Morris Mini Cooper S970    | 227 |
| 16              | T 1.3 | 54 | Écurie du Var          | Didier Lesgros Jean-François Piot       | Renault R 8 Gordini        | 226 |
| 17              | T 1.0 | 88 | Chris Tuerlinx         | Chris Tuerlinx Herman Vleugels          | Opel Kadett                | 226 |
| 18              | T 1.3 | 56 | Écurie du Var          | Daniel Arnaud Cyr Febbrairo             | Renault R 8 Gordini        | 224 |
| 19              | T 1.6 | 31 |                        | Williams Bill Allen Ted Lund            | Ford Lotus Cortina         | 220 |
| Disqualifiziert |       |    |                        |                                         |                            |     |
| 20              | T 2.5 | 5  | BMW AG                 | Willy Mairesse Hubert Hahne             | BMW 1800 TISA              |     |
| Ausgefallen     |       |    |                        |                                         |                            |     |
| 21              | T 1.3 | 51 | Cooper Car Company     | John Rhodes Warwick Banks               | Morris Mini Cooper S       |     |
| 22              | T 1.3 | 46 | Team Broadspeed        | John Handley John Fitzpatrick           | Morris Mini Cooper S       |     |
| 23              | T 1.0 | 88 | Cooper Cat Company     | Julien Vernaeve Geoff Mabbs             | Morris Mini Cooper S970    |     |
| 24              | T 1.0 | 83 |                        | Maurice Damseaux Paul Gonthier          | Morris Mini Cooper S970    |     |
| 25              | T 1.0 | 92 |                        | Colin Mynott Clark                      | Morris Mini Cooper S970    |     |
| 26              | T 1.3 | 57 | Écurie du Var          | Claude Collaer Nardel                   | Renault R 8 Gordini        |     |
| 27              | T 1.3 | 53 | Écurie du Var          | Claude Levasseur Jean-Marie Sachet      | Renault R 8 Gordini        |     |
| 28              | T 1.3 | 42 |                        | Helmut Kelleners Günther Schmidt        | Glas 1204 TS               |     |
| 29              | T 1.3 | 49 |                        | F. Deladriere Michel Demarcin           | Glas 1204 TS               |     |
| 30              | T 1.3 | 51 |                        | Günther Isenbügel Hans-Otto Kreft       | Glas 1204 TS               |     |
| 31              | T 1.3 | 52 |                        | Eddy Doseray Chasselin                  | Glas 1204 TS               |     |
| 32              | T 1.3 | 48 |                        | Wolfgang Bingemer Karl Herd             | Glas 1204 TS               |     |
| 33              | T 2.5 |    | Friedhelm Theissen     | Friedhelm Theissen Dieter Gleich        | Volvo 130                  |     |
| 34              | T 2.5 |    | Didier Roose           | Didier Roose Missine                    | Volvo 130                  |     |
| 35              | T 1.6 | 28 | Enrico Pinto           | Enrico Pinto Giancarlo Galimberti       | Alfa Romeo Giulia TI Super |     |
| 36              | T 1.6 |    |                        | Jean-Pierre Ackermans Georges Hacquin   | Alfa Romeo Giulia TI Super |     |
| 37              | T 1.6 |    |                        | Hans Maasland Jaap Luyendijk            | Alfa Romeo Giulia TI Super |     |
| 38              | T 1.6 | 24 |                        | G. Manguin Jacques Demoulin             | Alfa Romeo Giulia TI Super |     |
| 39              | T 1.0 | 90 |                        | M. Pauwels Robert Somers                | Auto Union 1000S           |     |
| 40              | T 1.0 | 87 | Emile Holvoet          | Emile Holvoet Hugo Schumacher           | DKW F12                    |     |
| 41              | T 2.5 |    | BMW AG                 | Gino Munaron Heinz Eppelein             | BMW 1800 TISA              |     |
| 42              | T 2.5 |    | BMW AG                 | Dieter Glemser Jacky Ickx               | BMW 1800 TISA              |     |
| 43              | T 2.5 |    | Delmas Frères          | Claude Delmas Lucien Delmas             | BMW 1800 TISA              |     |
| 44              | T 2.5 |    |                        | Eddie Meert Noël van Assche             | BMW 1800 TISA              |     |
| 45              | T 2.5 | 7  | Racing Team Holland    | Hans Koster Gijs van Lennep             | BMW 1800 TISA              |     |
| 46              | T 2.5 |    |                        | René Laplume Pierre Bonvoisin           | Fiat 2300S Coupé           |     |

### Nur in der Meldeliste
Zu diesem Rennen sind keine weiteren Meldungen bekannt.

### Klassensieger
| Klasse | Fahrer           | Fahrer                    | Fahrer      | Fahrzeug                   | Platzierung im Gesamtklassement |
| ------ | ---------------- | ------------------------- | ----------- | -------------------------- | ------------------------------- |
| T 2.5  | Pascal Ickx      | Gérard Langlois van Ophem |             | BMW 1800 TISA              | Gesamtsieg                      |
| T 1.6  | Jean-Marie Lagae | Eric de Keyn              |             | Alfa Romeo Giulia TI Super | Rang 2                          |
| T 1.3  | Christian Haas   | P. H. Schyns              | Cl. Gilmont | Austin Mini Cooper S       | Rang 4                          |
| T 1.0  | John Terry       | Andrew Hedges             |             | Austin Mini Cooper S970    | Rang 7                          |

### Renndaten
- Gemeldet: 46
- Gestartet: 46
- Gewertet: 19
- Rennklassen: 4
- Zuschauer: unbekannt
- Wetter am Renntag: warm und trocken
- Streckenlänge: 14,100 km
- Fahrzeit des Siegerteams: 24:00:00.000 Stunden
- Gesamtrunden des Siegerteams: 271
- Gesamtdistanz des Siegerteams: 3813,000 km
- Siegerschnitt: 158,855 km/h
- Pole Position: Hubert Hahne – BMW 1800 TISA (#5) – 4:49,900 = 175,094 km/h
- Schnellste Rennrunde: Willy Mairesse – BMW 1800 TISA (#100) – 4:51,100 = 174,373 km/h
- Rennserie: zählte zu keiner Rennserie